# チャールズ・フィッシャー
チャールズ・ヘンリー・ディ・フィッシャー（Charles Henry Day Fisher, 1848年11月8日 - 1920年1月2日）は、アメリカ・バプテスト教会の宣教師である。

## 経歴
アメリカ合衆国イリノイ州マウント・パラティンに牧師の子として誕生する。1865年に17歳の時に父より、バプテスマを受けた。
1874年にシカゴ大学を卒業する。その後、バプテスト神学校（現在のシカゴ大学神学部）で学び、1877年に卒業し、翌年イリノイ州ジェネセオにおいて按手礼を受けて、3年間牧会をする。
1880年にミネソタ州ダルースに転任し、閉鎖寸前の教会を再興する。その年の10月にエマ・ハイ(Emma Haigh)と結婚し、1882年12月29日に宣教師としてマドラスに赴任する。その後、日本への派遣を命じられ、1883年（明治16年）3月17日に来日する。
東京第一浸礼教会を中心に伝道を行う。1886年（明治19年）に福島県平（現在のいわき市）で伝道をする。1887年（明治20年）に茨城県水戸中学校の教師をしながら伝道を続け、水戸教会を設立する。
1912年（明治45年）に横浜に転任し、横浜バプテスト神学校（のちの関東学院神学部）で教えた。横浜で死去し、横浜外国人墓地に埋葬された。